# Jean-François de Pons
Pour les articles homonymes, voir Pons.
Ne doit pas être confondu avec Jean-François Pons.
Jean-François de Pons, né en 1683 à Marly-le-Bourg et mort le 4 septembre 1732 à Chaumont-en-Bassigny, est un homme de lettres français.

## Biographie
Issu d’une famille d’ancienne noblesse de Champagne, fils de Pierre de Pons d'Annonville, Jean-François fit ses études à Chaumont avant de monter à Paris en 1699 pour entrer au séminaire de Saint-Magloire et étudier la théologie en Sorbonne. Au bout de deux ou trois années, la faiblesse de sa santé le détermina à renoncer au doctorat.
Nommé, en 1706, à un canonicat de le collégiale de Chaumont qui lui fut contesté par un dénommé Denys qui avait été son concurrent, il composa un Mémoire qui lui fit gagner son procès en 1709. Peu de temps après, il démissionna néanmoins de son canonicat, qu’il quitta pour retourner s’établir dans la capitale où l’attiraient son gout pour les lettres, ses relations avec quelques hommes de lettres, notamment Houdar de La Motte, qu’il défendit contre la philologue et traductrice Anne Dacier dans l’affaire de la Querelle d’Homère. Il traita cette savante avec une fougue semblable à celle-ci dont celle-ci avait fait preuve contre La Motte. Comme il était difforme, ceci le fit surnommer « le Bossu de La Motte ».
D’une nature aussi faible que vive, il fut bientôt épuisé qu’en 1727, sa santé était tellement affaiblie, qu’il décida de rentrer dans sa famille à Chaumont. Il avait publié divers opuscules sur l’éducation et sur les langues, en particulier la française, qui ont été réimprimés avec quelques autres inédits, sous le titre d’Œuvres de M. l’abbé de Pons, Paris, Prault fils, 1738, in-12. Son style a été critiqué comme affecté.